# Béarn
Béarn, gasconsk Bearn (udtale: [beˈar]?) eller Biarn (udtale: [ˈbjar]?) er én af de tidligere provinser i Frankrig. Området har Pau som hovedby og ligger nord for Pyrenæerne og op ad bjergenes nordskråninger. Béarn danner departementet Pyrénées-Atlantiques (64) sammen med Basse-Navarre, Labourd og Soule og udgør 3/5 af det. Béarn har 350.000 indbyggere.

## Geografi

### Grænser
Béarn er afgrænset mod vest af provinserne Soule og Basse-Navarre, mod nord af departementet Landes og provinsen Armagnac, mod øst af Bigorre og mod syd af provinsen Aragonien (i Spanien).

### Topografi
Hvis man bevæger sig ind i Béarn fra nord, møder man:
- Montanérès, Vic-Bilh og Soubestre, en række bakker, der ligger i nord-sydlig retning, og som gennemstrømmes af Adours bifloder: Gabas, Luy de France og Luy de Béarn.
- Pauflodens dal (Orthez, Artix, Pau, Nay), som er den tættest befolkede egn.
- Skråningerne i l'Entre-deux-Gaves (Jurançon).
- Olorondalen (Oloron-Sainte-Marie, Navarrenx, Sauveterre-de-Béarn).
- De tre eller fire dale i det høje Béarns del af Pyrenæerne:
  - Ossaudalen (Pourtaletpasset, 1.794 meter), der er domineret af Pic du Midi d'Ossau.
  - Aspedalen (Somportpasset, 1.650 meter), der åbner sig mod det høje Aragonien syd for vandskellet.
  - Barétousdalen, der tilsvarende åbner sig mod Navarradalen Roncal.
  - Ouzomdalen, der udmunder i landskabet Bigorre gennem Ferrières, Arbéost og Soulorpasset.

Béarns del af Pyrenæerne ligger højdemæssigt og regnet fra vest mod øst mellem Pic d'Anie (2.504 meter) og Pic Palas (2.974 meter), som er departementets højeste punkt.

### Klima
Béarns klima er meget sammensat, og det skyldes flere forskellige faktorer:
- Breddegraden: Området er et af Frankrigs sydligste, hvad der åbner det for uroligt vejr fra havet.
- Pyrenæerne: I den sydlige del af området ligger bjergene som en barriere, der især mod slutningen af foråret standser vindene fra nordvest med rigelig nedbør til følge. Om efteråret og om vinteren, derimod, kommer vinden fra syd og sydvest, og det giver behageligt høje temperaturer ledsaget af en skyfri himmel og en enestående klarhed i luften. Det skyldes føhnvirkningen, som kan give Pau 20-25° og solskin i januar og februar.
- Atlanterhavet: Havets nærhed er afgørende vest for en linje mellem Puyoo og Larrau med tørre somre og svage temperaturudsving. Klimaet bliver mere fastlandsagtigt ved foden af Béarns bjerge, hvor temperaturudsvingene bliver større med en tilbøjelighed for sommerbyger.
- Højdeforskel: Da Béarn har en højdeforskel på næsten 3.000 m mellem det laveste og det højeste punkt, har landet ikke noget fælles klima.

Middeltemperaturen falder fra lavlandet og op til de højeste toppe, hvor det kan sne midt på sommeren. Den såkaldte ”normaltemperatur” er den, som måles i lavlandet, og den er usædvanligt mild. Det såkaldte ”girondinske klima” har flere karakteristiske træk:
- Små temperaturudsving.
- Mildhed.
- Hyppig nedbør.

Himlens skønhed er imponerende, især om efteråret. Det er Beth Ceu de Pau, med høj og kraftig klarhed.

## Historie
Selv om Béarn officielt blev optaget inden for de oprindelige grænser for kongeriget Frankrig, sådan som det fremgår af Verduntraktaten fra 843, var Béarns reelle tilhørsforhold til kongeriget længe omdiskuteret. Mens Béarn tilhørte Grevskabet Foix, aflagde grev Gaston Fébus troskabsed til kongen for sit grevskab, men han afslog at gøre det for Béarn, som han hævdede at have som slægtens privateje. Senere, da provinsen var en del af arvegodset for kongerne af Navarra, bidrog dette tilhørsforhold til udenlandske herskere (selv om de nedstammede fra Kapetingerne) til tvivlen, selv om sådan et tilhørsforhold ikke skulle være uforeneligt med provinsens franskhed. Til sidst tilfaldt Béarn Henrik 4. som hans mødrene arv (omend helt teoretisk da kongeriget Navarra næsten var fuldstændigt annekteret af Spanien). Efter sin tronbestigelse i Frankrig gav Henrik 4. efter på parlamentets vedholdende krav og lod sine personlige domæner (Vendôme, Rouergue og Périgord) overgå til kronen, da traditionen krævede, at kongen af Frankrig ikke kunne have personlig ejendom. Ikke desto mindre beholdt fyrstendømmet Béarn og Nedre Navarra deres status som selvstændige stater. Først i 1620 indlemmede Ludvig 13. Béarn i Frankrig ved et edikt: Edikt af Ludvig 13. af Frankrig til ærefuldt minde om måneden oktober 1620, da han forenede kongeriget Navarra og fyrstendømmet Béarn med den franske krone under udtrykkelig bibeholdelse af deres frihedsrettigheder og immuniteter, som skal forblive uantasteligt beskyttede og overholdt. Retsakterne blev derfor stadigvæk nedskrevet på béarnsk (en dialekt gasconsk) indtil den Franske Revolution.

## Befolkning
- Béarn har i dag omkring 350.000 indbyggere, som bor i 387 kommuner Arkiveret 29. januar 2008 hos  Wayback Machine, er samlet i 31 kantoner og to overordnede enheder: (Oloron -under-præfektur- og Pau -præfektur-). For få år siden har man overlejret disse administrative enheder med Kommunernes Fællesskaber (Communautés de Communes).

- Pau har alene 82.500 indbyggere eller 182.000 (folketælling i 1999), hvis man medregner forstæderne (det tredjestørste byområde i det sydvestlige Frankrig efter Toulouse og Bordeaux).

- Aspedalen lider under afvandring, og der er nu kun 2.500 indbyggere i denne levnede og herlige dal. Omvendt er Ossaudalen i kraftig udvikling med skiturisme (Gourette, Artouste og Pourtalet), varme kurbade (Eaux-Bonnes og Eaux-Chaudes) grøn turisme (gribbeklinter, rafting, kultur- og madturisme).

- Orthez og Oloron bliver snart overgået i størrelse af Paus handels- og boligforstæder: Billère, Lescar og Lons.

## Transport
Spanien er tæt på Béarn. Somporttunellen er åbnet (selv om lastbiler ikke kan passere hinanden på vejen derop). Pau og Béarn danner en interessant korsvej mellem Spanien, Italien og Parisområdet for ikke at tale om det industrialiserede Nordeuropa (Ruhrområdet og Benelux).
Béarn har sin egen lufthavn og en TGV-forbindelse, som giver landet nogle trumfer og en misundelsesværdig placering i hjertet af Aquitaine og ved porten til Spanien.
Afstandene fra Pau er:
- 107 km til Bayonne.
- 200 km til Bordeaux.
- 200 km til Toulouse.
- 756 km til Paris.
- 45 minutter til det nærmeste skisportssted.

Man kan kun krydse Pyrenæerne via nogle pas i den midterste del, som er mindre farbare, eller ved de to yderpunkter. Béarn har brug for at frigøre sig af den klemme, og der er udført forskellige projekter:
Motorvej nr. 64
Somporttunnellen
Andre er planlagt:
En omfartsvej ved Aire-sur-l'Adour.
En mere farbar vej mellem Pau og Bordeaux.
En mere farbar vej mellem Pau og Oloron.
En mere farbar vej mellem Oloron og indkørslen til Somporttunnellen.
En jernbane mellem Jaca (Aragonien) og Pau.

### Vejforbindelser
- Motorvej A64 knytter Toulouse og Bayonne tæt sammen.
- Somporttunnellen gør det muligt at undgå Somport-passet og åbner en alternativ rute til Spanien ud over de to ender af Pyrenæerne ved Irun-Hendaye og Le Perthus.
- Man håber, at en forbedring af aksen mellem Somport og Pau vil gå i orden, sådan at der dannes en stategisk forbindelse.

### Togforbindelser
- En linje vest-øst: Irun-Vintimille er meget brugt, for den forbinder Spanien med Italien via Bayonne, Pau, Toulouse, Montpellier, Marseille og Nice.
- En linje nord-syd: Paris-Tarbes og en TGVlinje via Bordeaux og Dax
- En lokal linje: Pau-Oloron, der en rest af linjen Pau-Canfranc.

### Flyforbindelser
- Lufthavnen ved Pau (Pau-Pyrénées) ligger i Uzein, syv kilometer nordvest for byen.

## Erhvervsliv
Béarn er en region, hvor erhvervslivet er baseret på fire store sektorer:
- - Benzin og gas
- Total Exploration Production France (TEPF), der har til huse i Lacq, beskæftiger sig med brændstoffer og har 970 ansatte.
  - Kemi og petrokemi
- Arkema med hovedkvarterer Lacq og Mont producerer kemiske produkter'.
- Jean Ferger, et videnskabeligt og teknisk center under Totalgruppen, der leverer serviceydelser og har 1.700 ansatte, hvoraf 900 forskere.
  - Maskinindustri
- Turboméca, der hører hjemme i Bordes, fremstiller turbiner til fly, køretøjer og skibe. Det har 2.191 ansatte.
- Messier-Dowty bor i Bidos og fremstiller landingsstel. Har 850 ansatte.
  - Fødevarer
- Euralis i Lescar handler med korn og frø og har 665 ansatte.
- Fromagerie des Chaumes (Bongrain) i Jurançon.
- Alliance Agro-Alimentaire i Billère.
- Lindt et Sprungli AG i Oloron fremstiller chokoladevarer med 527 ansatte.
- Vindistriktet Jurançon (hovedsageligt omkring Jurançon og Monein i 25 kommuner vest og syd for Pau i firkanten Pau-Lasseubetat-Navarrenx-Lagor og mellem Paufloden og Oloronfloden.

Hertil kommer andre sektorer:
- - Byggeri
- Landbrugsbyggeri.
  - Tekstilindustri

Baskerhuen stammer trods navnet fra Béarn. Det var tidligere en blomstrende virksomhed at fremstille disse huer, men i dag lider den under tekstilindustrien svøbe. Der er kun én enkelt virksomhed tilbage i Oloron, Béatex Arkiveret 20. januar 2008 hos  Wayback Machine, der har cirka 80 ansatte. Produktionen her er kendt og anerkendt over hele verden under mærket ”Pierre Laulhère”.
- - Turisme
- Forskellige virksomheder og serviceorganer.

## Kultur
Tekst mangler, hjælp os med at skrive teksten

## Sprog
- Béarnerne er de mennesker, der taler gasconsk i Béarn, og gasconsk er en del af occitansk. Det var tidligere befolkningens modersmål, og det var meget almindeligt brugt så sent som for 60 år siden, men siden gik det delvist af brug, indtil det blev genoplivet for omkring 30 år siden. Siden slutningen af det 1800-tallet og især siden 1970'erne har Béarn været én af de dynamiske poler i den occitanske bevægelse. Béarnske forfattere har en fremtrædende, ja central plads i den nutidige litteratur på gasconsk.

- Calandretas (gasconsk: ”små svaler”) er tosprogede, occitanske skoler, der er dukket op i Béarn efter 1979, og som nu er udbredt i hele Occitanien. De er den occitanske pendant til de bretonske ”Diwan”, de baskiske ”Ikastola” og de nordkatalanske ”Bressoles”, der alle er skoler, hvor derundervises på modersmålet.

- Historisk set har det béarnske sprog været brugt i officielle tekster parallelt med fransk, indtil den Franske Revolution, som ensrettede alt officielt sprog i Frankrig med forfatningens bemærkning ”republikkens sprog er fransk”[1]. Fransk blev på den måde indført som det eneste officielle sprog i 1789, og siden 1900-tallet har det været flertalssprog også i Béarn.

### Sprogbrugere
En tælling i 1982 viste, at i Béarn talte 51 % den béarnske dialekt af gasconsk, mens 70 % forstod sproget, og 85 % var positivt indstillede over for at beskytte det. Se Calandretal.

### Kraftudtryk
Di(e)u Vivant! [ˈdiw βiˈβan] (= ”den levende Gud!”) er et meget ofte brugt udtryk i Béarn.
Udtrykket stammer fra fyrstinde Jeanne d'Albret. Hun udsendte en forordning om, hvordan man skulle aflægge sandhedsed for retten, og den pålagde béarnerne at sværge ved korset og messebogen. De skulle fra da af hæve hånden og sværge ved Dieu vivant (= ”den levende Gud”).
Det er et vidnesbyrd om stærk vilje hos en personlighed med en stærk karakter. Jeanne af Navarra ville forbedre skikkene, skabe en mere ren gudstro og et mindre forrået liv. Hun forfulgte katolikkerne og omdannede Béarn til forpost for den reformerte tro...Så dette udtryk er altså ikke bare ren anekdote.
Det var også med disse ord, at Henrik 4. satte sig i spidsen for hærstyrkerne.
Og det er helt sikkert baggrunden for de gode béarneres kraftudtryk, der bliver videregivet som sådan endnu i dag: Di(e)u Vivant!!

## Gastronomi
Béarn byder på alle slags gastronomiske specialiteter fra egnene nær Baskerlandet og Biskayen:
- Foie gras (fedtlever), confit de canard (henkogt and), magret de canard (brystfilet af opfedet and) og andre retter, som laves på and;

Desuden har området selv udviklet nogle specialiteter:
- Poule au pot (”Høne i gryde”).
- Garbure (Kålsuppe med grønsager og henkogt kød).
- Fåremælksosten "Ossau Iraty", som nu bærer mærket AOC, der garanterer, at den kommer fra netop Béarn.
- Vindistriktet Jurançon, der er berømt for sin tørre eller milde hvidvine.

Men notér venligst, at ”sauce béarnaise” slet ikke kommer fra Béarn, mens ”baskerhuen” omvendt netop er béarnsk!

## Arkitektur
Ligesom ”etxe”, det baskiske hus, er ”oustau” fra Béarn den firkantede hjørnesten i familiens identitet. Ethvert levet liv søgte mod dette mål: Sikring af det vedvarende. Det sociale hierarki var bygget på grundlag af ”oustau”, der blev overgivet med hele arven til den førstefødte.
Ligesom i Baskerlandet varierer husene i Béarn fra dal til dal efter de geografiske områder, men der er dog nogle faste træk: Det béarnske hus er bygget af grå rullesten fra flodbunden lagt i mørtel. Tagene består af flade tagsten eller oftere af skifer. Noget af det mest karakteristiske ved dette hus er dets tag, der har en hældning på op til 50° eller endog mere.

## Béarns symboler

### Pic du Midi d'Ossau
Ossaudalen, som ligger i nord-sydlig retning op mod den spanske grænse, er en gletsjerdal, der giver Béarn sit kendemærke: Pic du Midi d'Ossau. Bjerget kaldes med et øgenavn for Jean-Pierre, som er en sammentrækning af tilnavnet géant de pierre (= ”stenkæmpen”) snarere end en forbindelse til de to fornavne Jean og Pierre, der traditionelt bliver givet til den førstefødte søn hos familier i Ossaudalen.

### Béarns våbenskjold
Ossaudalens heraldiske mærke: Bjørnen og koen ses på borgmesterkontorets facade i Aste-Béon.
Ifølge legenden udfordrede vicomten af Béarn ærkebiskoppen af Morlaàs, som opfostrede en brun bjørn, da han påstod, at én af hans køer ville vinde en kamp mod bjørnen, hvad der viste sig at slå til. Som et symbol på hyrdefaget er koen dronning i béarnernes hjerter, og det drejer sig om en ko af den rene, béarnske race. Béarnerne er tilfredse med, at den er vist på deres våbenskjold, og over at blive sat i forbindelse med den, for det er et robust dyr, vildt og gavmildt med en stor evne til selvopofrelse.

## Seværdigheder
- Slottet i Pau og byens historiske kvarter.
- ”Boulevard des Pyrénées” i Pau.
- Le Palais Beaumont Arkiveret 19. februar 2008 hos  Wayback Machine kasinoet i Pau.
- Hængebanen i Pau.
- ”Biernes by”: På én gang et museum og en spadseretur helliget bien og dens miljø.
- Gelos-stutteriet.
- Domkirken i Oloron.
- Domkirken i Lescar.
- Helligkorskirken i Oloron.
- Sainte-Foy kirken i Morlaàs.
- Pyrenæernes nationalpark.
- Reservatet for ynglende vilde gribbe i Aste-Béon.
- Maison carrée Arkiveret 14. februar 2008 hos  Wayback Machine og Baretmuseet i Nay.

## Berømte personer fra Béarn

### Personligheder
- Henrik 4., (1553-1610), konge af Frankrig (1589-1610) og af Navarra (1572-1610).
- Jeanne d'Albret, dronning af Navarra (1528-1572).
- Jean-Baptiste Jules Bernadotte (1763-1844), Napoleons marskal og senere konge af Sverige under navnet Karl 14. Johan.
- Gaston Fébus.
- Louis Barthou politiker og akademimedlem.
- Markien af Guy de Fenoyl, første præsident (1711-1724) for Navarras parlament og herre til Pau.
- Gaston Planté, læge og opfinder af den elektriske akkumulator.
- Jean-Jacques Caux (1830-1922), pioner under ”the gold rush” i den canadiske privins British Columbia.

### Digtere og forfattere
- Alexis Léger kaldet Alexis Saint-Léger Léger og derefter Saint-John Perse var en fransk digter og diplomat (1887-1975), der gik på gymnasiet i Pau 1899 til 1904.
- Pierre Bourdieu var sociolog og filosof (1930-2002), født i Denguin uddannet på gymnasiet i Pau.
- Éric Gonzalès er en romanforfatter, der skriver på gasconsk dialekt i den béarnske form, født i 1964 i Pau.